# Tacopaya
Tacopaya è un comune (municipio in spagnolo) della Bolivia nella provincia di Arque (dipartimento di Cochabamba) con 14.779 abitanti (dato 2010).

## Cantoni
Il comune è suddiviso in 2 cantoni:
- Tacopaya
- Ventilla